# 程庭
程庭（1672年—1727年），字且硕，号若庵，祖籍安徽歙县岑山渡，清代康熙年间扬州著名儒商，在经商、诗文两方面均有相当成就。

## 生平

### 家世
程庭出身盐商世家岑山渡程氏家族，为豪门子弟。自曾祖父程大典由祖籍地安徽省徽州府歙县南乡岑山渡迁居扬州经营盐业致巨富，长房第二代程量入、第三代程之韺父子连任两淮总商数十年。程庭本人是二房程量能（号蝶庵）之孙，亦是富豪之家。父亲程秉。

### 早年
程庭本人出生于康熙十一年壬子（1672年），由于父亲程秉早逝，程庭由祖母杨太孺人抚养长大。程庭为扬州府学庠生。

### 儒商
程庭科举屡试不第后，转而经营祖传的盐业，但仍然酷爱诗文读书，笔下名句如《虹桥绝句》：“山光柳色共婆娑，城角风吹起绿波。频唤榜人移艇子，藕花深处管弦多。”，又喜结交文人名士。程庭家中有双桐阁，常召集文人在此聚会吟诗。岑山渡程氏家族中亦有很多先例，如长房第四代程文正、第五代程梦星（1678-1747）分别为康熙三十年（1691年）辛未科和康熙五十一年（1712年）壬辰科进士，程梦星还以诗著称，筑筱园，招待四方名士，与马曰琯、马曰璐兄弟共同召集“邗江雅集”，主东南坛坫者数十年。又如晚辈程晋芳（1718-1784）也是嗜书如命，讌集无虚日。
康熙五十二年（1713），康熙皇帝六十寿诞，程庭随同两淮巡盐御史李煦赴京祝寿，受到康熙在京西畅春园接见。

### 冤狱
康熙六十一年（1722），程庭因两江总督常鼐陷害，在两淮盐政张应诏贪腐案中受牵连入狱。雍正元年（1723年），张应诏冤狱平反，程庭获释，几年后去世，时在雍正五年丁未（1727年）。

## 作品
- 《若庵集》[11]，包括大量诗作，以及两段日记，《停骖随笔》和《春帆纪程》，前者记录游畅春园，目睹康熙五十二年（1713）“六旬万寿”庆典盛况；后者记录作者康熙五十七年（1718年）第一次从定居地扬州，回到原籍歙县岑山渡祭祖扫墓的所见所闻，文笔流畅优美。[12]